# Oecobius juangarcia
Oecobius juangarcia är en spindelart som beskrevs av Shear 1970. Oecobius juangarcia ingår i släktet Oecobius och familjen Oecobiidae. Inga underarter finns listade i Catalogue of Life.